# Ptilinopus layardi
El tilopo de la Kadavu, tilopo de Kadavu o tilopo de cabeza amarilla (Ptilinopus layardi) es una especie de ave columbiforme de la familia Columbidae endémica de las islas de Kadavu y Ono, en el sur de Fiyi.

## Descripción
El tilopo de la Kadavu es una paloma frutívora pequeña, que mide 20 cm de largo, y con un marcado dimorfismo sexual en el color de su plumaje. El plumaje del macho es verde oscuro con la cabeza y las coberteras infracaudales amarillas, mientras que la hembra carece de plumaje amarillo. Son aves difíciles de ver en el dosel del bosque, pero pueden ser detectados por sus características llamadas, un silbido ascendente seguido de un grito descendente.

## Taxonomía
El tilopo de la Kadavu es el miembro más primitivo de un pequeño subgrupo dentro del género Ptilinopus, que además incluye al tilopo dorado y al tilopo naranja. En el pasado este grupo se clasificó en su propio género, Chrysoenas.

## Comportamiento

### Alimentación
El tilopo de la Kadavu se alimenta de frutos del dosel del bosque.

### Reproducción
Su nido consiste en una plataforma de palitos poco densa en ramas no muy altas. Solo la hembra se ocupa de los pichones, lo que representa un patrón de cría inusual entre las palomas. 

## Conservación
El tilopo de la Kadavu se clasifica como especie casi amenazada por la UICN. La especie es relativamente abundante en los bosques de Kadavu y Ono, con una población estimada de unos 10.000 individuos, sin embargo está en declive por la pérdida de hábitat y amenazada por estar restringida área de distribución reducida.